# Joana Hählen
Joana Hählen, née le 23 janvier 1992 à Belp, est une skieuse suisse spécialisée dans les disciplines de vitesse.

## Biographie
Joana Hählen participe à des compétitions internationales depuis la saison 2007-2008.
En décembre 2010, elle obtient son premier podium en Coupe d'Europe au super combiné de Kvitfjell. Elle obtient son premier succès en descente en 2013 à Sankt Anton.
Elle est médaillée de bronze aux Championnats du monde junior 2011 au super combiné. En 2012, elle est vice-championne du monde junior du super G.
Elle prend pour la première fois le départ en Coupe du monde en novembre 2013 à Beaver Creek puis marque ses premiers points lors de sa troisième course en terminant 29e de la descente de Lake Louise avant de terminer la descente de Crans Montana à la 15e place en mars 2014.
En décembre 2014, elle se blesse au niveau du genou et doit renoncer à toute la saison.
C'est à Val d'Isère qu'elle entre pour la première fois dans le Top 10 lors du Super G de décembre 2016 et c'est au même endroit qu'elle réussit son premier Top 5 lors du Super G de décembre 2017.
Joana Hählen croit monter sur son premier podium en Coupe du monde en terminant 2e de la descente de Crans Montana le 23 février 2019, à 49/100e de seconde de Sofia Goggia mais, à la suite de plusieurs erreurs de chronométrage durant la course, elle est finalement classée quatrième quelques jours plus tard.
Au cours de la saison suivante, le 24 janvier 2020, elle obtient finalement son premier podium, en terminant troisième de la première descente de Bansko derrière Mikaela Shiffrin et Federica Brignone. Elle réussit un deuxième podium une semaine plus tard, son dernier à ce jour, au Super G de Rosa Khutor.
Lors de descente de Garmisch en janvier 2022, elle réalise des temps intermédiaires qui permettent de penser qu'elle va rejoindre sur le podium ses compatriotes Corinne Suter et Jasmine Flury mais elle commet un incompréhensible grosse erreur dans les derniers mètres du parcours et ne finit qu'à la 8ème place .
Elle fait partie de l'équipe de Suisse qui se rend à Pékin pour les JO mais doit passer par des sélections internes sur place pour obtenir le droit d'être alignée pour la première fois dans une épreuve olympique. Elle n'est pas retenue pour le Super G mais, en réalisant le meilleur temps du dernier entraînement, elle gagne sa place pour la descente, qu'elle termine à la 6ème place .
À la suite de ses accidents, elle a pour particularité de ne plus avoir de ligaments croisés... ni dans la jambe gauche depuis 2018, ni dans la jambe droite depuis 2022.

## Palmarès

### Jeux olympiques
| Édition / Épreuve | Super G | Descente | Combiné |
| ----------------- | ------- | -------- | ------- |
| JO 2022 Pékin     | -       | 6e       | -       |

### Championnats du monde
| Édition / Épreuve          | Super G | Descente | Combiné |
| -------------------------- | ------- | -------- | ------- |
| Mondiaux 2017 Saint-Moritz | 13e     | -        | -       |
| Mondiaux 2019 Åre          | -       | 16e      | Abandon |

### Coupe du monde
- Meilleur classement général : 21e en 2020
- Meilleur classement en descente : 13e en 2022
- Meilleur classement en Super G : 13e en 2019 et en 2020
- 5 podiums (3 en descente et 2 en Super G)

| Saison/Classement | Général | Général | Descente | Descente | Super G | Super G | Combiné | Combiné |
| Saison/Classement | Class.  | Points  | Class.   | Points   | Class.  | Points  | Class.  | Points  |
| ----------------- | ------- | ------- | -------- | -------- | ------- | ------- | ------- | ------- |
| 2013-2014         | 97e     | 18      | 38e      | 18       | -       | -       | -       | -       |
| 2015-2016         | 68e     | 82      | 28e      | 51       | 33e     | 29      | 49e     | 2       |
| 2016-2017         | 62e     | 115     | 38e      | 30       | 23e     | 71      | 36e     | 14      |
| 2017-2018         | 39e     | 191     | 33e      | 38       | 14e     | 153     | -       | -       |
| 2018-2019         | 34e     | 255     | 16e      | 138      | 13e     | 117     | -       | -       |
| 2019-2020         | 21e     | 297     | 14e      | 167      | 13e     | 130     | -       | -       |
| 2020-2021         | 54e     | 84      | 26e      | 56       | 21e     | 60      | -       | -       |
| 2021-2022         | 24e     | 378     | 13e      | 219      | 18e     | 159     | -       | -       |
| 2022-2023         | 24e     | 386     | 13e      | 220      | 13e     | 166     | -       | -       |

- Premier départ : 29 novembre 2013, descente de Beaver Creek, 40e
- Premier top30 : 6 décembre 2013, descente de Lake Louise, 29e
- Premier top10 : 18 décembre 2016, Super G de Val d'Isère, 8e
- Premier podium : 24 janvier 2020, descente de Bansko, 3e

### Coupe d'Europe
- Premier départ : 13 décembre 2008, Super G de St-Moritz, DNF
- Premier top30 et premier podium : 4 décembre 2010, combiné de Kvitfjell, 3ème
- Première victoire : 16 janvier 2013, descente de St.Anton
- Meilleur classement général : 9e en 2012-2013
- Meilleur classement en descente : 3ème en 2013
- Meilleur classement en combiné : 2ème en 2011
- 94 départs, 10 podiums dont 3 victoires

| Saison/Classement | Général | Général | Descente | Descente | Super G | Super G | Slalom géant | Slalom géant | Slalom | Slalom | Combiné | Combiné |
| Saison/Classement | Class.  | Points  | Class.   | Points   | Class.  | Points  | Class.       | Points       | Class. | Points | Class.  | Points  |
| ----------------- | ------- | ------- | -------- | -------- | ------- | ------- | ------------ | ------------ | ------ | ------ | ------- | ------- |
| 2010-2011         | 26e     | 257     | 14e      | 81       | 33e     | 22      | 72e          | 9            | 86e    | 7      | 2e      | 138     |
| 2011-2012         | 56e     | 169     | 15e      | 96       | 27e     | 53      | -            | -            | -      | -      | 23e     | 20      |
| 2012-2013         | 9e      | 607     | 3e       | 314      | 5e      | 243     | 50e          | 28           | -      | -      | 22e     | 22      |
| 2013-2014         | 48e     | 181     | 31e      | 42       | 13e     | 119     | 83e          | 1            | -      | -      | 25e     | 19      |
| 2015-2016         | 48e     | 180     | 9e       | 180      | -       | -       | -            | -            | -      | -      | -       | -       |
| 2017-2018         | 124e    | 29      | -        | -        | 40e     | 29      | -            | -            | -      | -      | -       | -       |
| 2020-2021         | 148e    | 12      | 38e      | 12       | -       | -       | -            | -            | -      | -      | -       | -       |

| Saison / Épreuve | Descente    | Super-G     | Total |
| ---------------- | ----------- | ----------- | ----- |
| 2012-2013        | Sankt-Anton | Sella Nevea | 2     |
| 2015-2016        | Altenmarkt  |             | 1     |
| Total            | 2           | 1           | 3     |

### Championnats du monde junior
| Édition / Épreuve                                  | Descente     | Super G | Slalom géant | Slalom | Combiné |
| -------------------------------------------------- | ------------ | ------- | ------------ | ------ | ------- |
| Mondiaux juniors 2011 Crans-Montana                | 5e           | Abandon | 13e          | 19e    | Bronze  |
| Mondiaux juniors 2012 Roccaraso                    | -            | Argent  | 35e          | 20e    | 7e      |
| Mondiaux juniors 2013 Mont Sainte-Anne / Le Massif | Non partante | Abandon | 13e          | 19e    | -       |

### Championnats de Suisse
Vice-championne de descente 2013
 Vice-championne de Super G 2014
 Troisième de descente 2014